# Tord Tamerlan Teodor Thorell
Tord Tamerlan Teodor Thorell (abreviado Thorell) fue un aracnólogo sueco, nacido el 3 de mayo de 1830 en Gotemburgo y fallecido el 22 de diciembre de 1901 en Helsingborg.

## Biografía
Se inicia dando conferencias en la Universidad de Upsala en 1856, entonces, en 1859 fue profesor asistente antes de obtener la cátedra de zoología en 1864. Los problemas de salud lo obligaron a salir de Suecia y se trasladó hacia el sur de Europa en 1877.
Coincidió con el Marqués de Giacomo Doria (1840-1913), fundador del Museo Civico di Storia Naturale de Génova. Thorell también estudió las colecciones aracnológicas de este museo.
Políglota, su gran reputación en aracnología le llevó a fructíferas conversaciones con los principales expertos de su época como el británico Octavius Pickard-Cambridge (1828-1917) o el francés Eugène Simon (1848-1924).
Publicó dos obras importantes: On European Spiders (1869) y Synonym of European Spiders (1870-73). Fue el creador de muchas nuevas especies.

## Honores

### Eponimia
- los géneros Thorellina y Thorelliola

- Araneus thorelli (Roewer, 1942) (Birmania) (Araneidae)
- Gasteracantha thorelli Keyserling, 1864 (Madagascar) (Araneidae)
- Leviellus thorelli (Ausserer, 1871) (Europa) (Araneidae)
- Mandjelia thorelli (Raven, 1990) (Queensland) (Barychelidae)
- Clubiona thorelli Roewer, 1951 (Sumatra) (Clubionidae)
- Malamatidia thorelli Deeleman-Reinhold, 2001 (Sulawesi) (Clubionidae)
- Corinnomma thorelli Simon, 1905 (Java) (Corinnidae)
- Ctenus thorelli F. O. P.-Cambridge, 1897 (Ceilán) (Ctenidae)
- Zelotes thorelli Simon, 1914 (Sur Europa) (Gnaphosidae)
- Hypochilus thorelli Marx, 1888  (EE. UU.) (Hypochilidae)
- Idiops thorelli O. P.-Cambridge, 1870 (Sudáfrica) (Idiopidae)
- Trichopterna thorelli (Westring, 1861) (Paleartico) (Linyphiidae)
- Lycosa thorelli (Keyserling, 1877) (Colombia a Argentina) (Lycosidae)
- Lycosula thorelli (Berland, 1929)  (Samoa, Is. Marquesas) (Lycosidae)
- Pardosa thorelli (Collett, 1876) (Noruega) (Lycosidae)
- Mecicobothrium thorelli Holmberg, 1882  (Argentina, Uruguay) (Mecicobothriidae)
- Miturga thorelli Simon, 1909 (Australia Occidental) (Miturgidae)
- Spermophora thorelli Roewer, 1942 (Mianmar) (Pholcidae)
- Cispius thorelli Blandin, 1978 (Congo) (Pisauridae)
- Bavia thorelli Simon, 1901 (Sulawesi) (Salticidae)
- Pancorius thorelli (Simon, 1899) (Sumatra) (Salticidae)
- Talavera thorelli (Kulczyn'ski, 1891) (Palearctic) (Salticidae)
- Pseudopoda thorelli Joer, 2001 (Birmania) (Sparassidae)
- Afroblemma thorelli (Brignoli, 1974)  (Angola, Tanzania) (Tetrablemmidae)
- Mesida thorelli (Blackwall, 1877) (Seychelles) (Tetragnathidae)
- Chilobrachys thorelli Pocock, 1900 (India) (Theraphosidae)
- Cyriopagopus thorelli (Simon, 1901) (Malasia) (Theraphosidae)
- Helvibis thorelli Keyserling, 1884  (Perú, Brasil) (Theridiidae)
- Theridion thorelli L. Koch, 1865 (Nueva Gales del Sur) (Theridiidae)
- Tmarus thorelli Comellini, 1955 (Congo) (Thomisidae)

## Abreviatura (zoología)
La abreviatura Thorell  se emplea para indicar a Tord Tamerlan Teodor Thorell como autoridad en la descripción y taxonomía en zoología.